# كريستيان فينيغاس
كريستيان فينيغاس (بالإسبانية: Cristhian Venegas)‏ هو لاعب كرة قدم تشيلي في مركز الدفاع، ولد في 27 مايو 1993 في لوس أنخليس في تشيلي. لعب مع نادي أوهيجينس.

## وصلات خارجية
- كريستيان فينيغاس على موقع قاعدة بيانات كرة القدم.إي يو (الإنجليزية)
- كريستيان فينيغاس على موقع Soccerway.com (الإنجليزية)
- كريستيان فينيغاس على موقع عالم كرة القدم.نت (الإنجليزية)
- كريستيان فينيغاس على موقع AS.com (الإسبانية)